# Igor Jakowlewitsch Krutoi

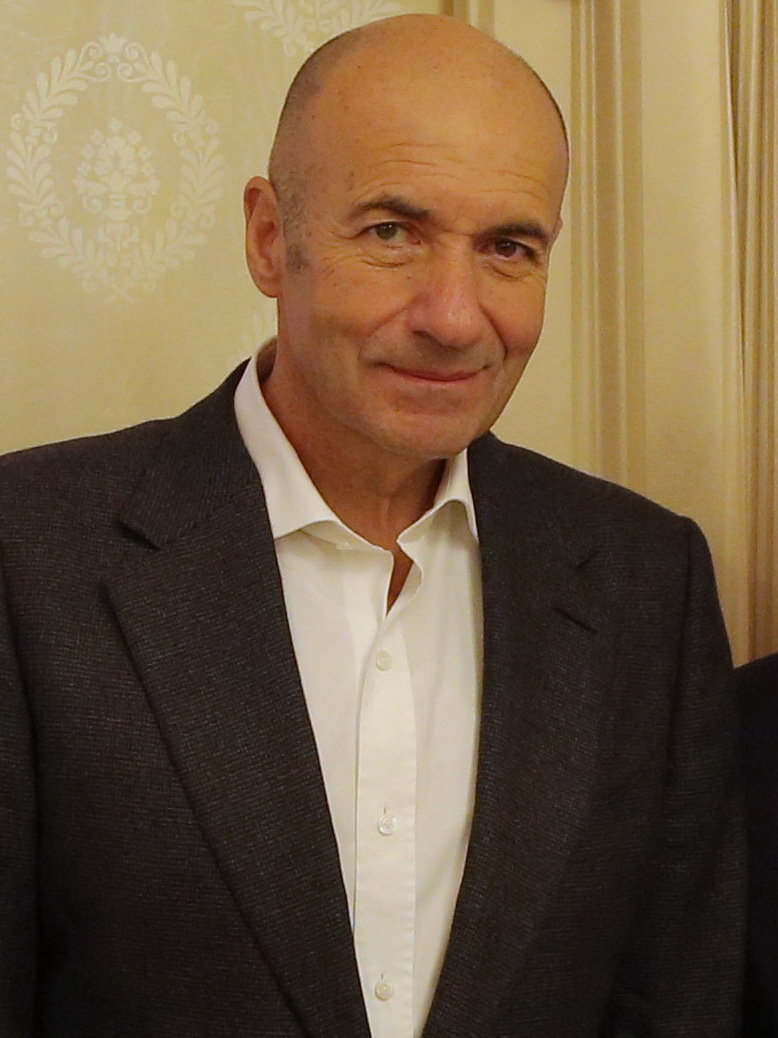
Igor Jakowlewitsch Krutoi

Igor Jakowlewitsch Krutoi (russisch Игорь Яковлевич Крутой; * 29. Juli 1954 in Hajworon, Ukrainische SSR, Sowjetunion) ist ein russischer Sänger und Songschreiber; Verdienter Künstler Russlands. 

## Biografie
Sein Vater war Spediteur, seine Mutter eine Laborantin und seine Schwester ist eine Fernsehmoderatorin in der Ukraine und den USA. Er lernte in seiner Kindheit eigenständig das Spielen mit einem Bajan und trat mit einem Schulensemble auf. Nach Abschluss der musikalischen Schule studierte Krutoi Musik an einer Musikhochschule und beendete diese mit Auszeichnung im Jahr 1974.
Sein erster großer Erfolg kam für ihn im Jahr 1987, als er den Song „Madonna“ schrieb, basierend auf den Gedichten der Poetesse Rimma Kasakowa. Seit dem Jahr 1989 produziert Igor Krutoi Songs und gründete dazu die Produktionsfirma APC (größte Organisation für Konzerte und Produktion in Russland), deren Präsident er seit 1998 ist.
Igor Krutoi zählt neben Igor Nikolajew und Maxim Fadejew zu den renommiertesten Songwritern und Komponisten Russlands. Darüber hinaus erlangte er u. a. in den USA und Deutschland einen hohen Bekanntheitsgrad als Songwriter und Komponist.

## Zusammenarbeit mit anderen Künstlern
- Alexander Buinow
- Alexander Gradski
- Alexandr Serov
- Alla Pugatschowa
- Andrej Danylko (Werka Serdjutschka)
- Arkadi Arkanow
- Tschai Wdwojom
- Dimash Kudaibergen
- Dmitri Chworostovski
- Filipp Kirkorow
- Irina Allegrowa
- Igor Nikolajew
- Laima Vaikule
- Lara Fabian
- Lolita Miljawskaja
- Michail Schufutinski
- Nikolai Baskow
- Rosa Rembajewa
- Sofija Rotaru
- Sestri Rous
- Vadim Baikov
- Valeria (Perfilova)
- Waleri Leontjew
- Rimma Kasakowa
- u. a.

## Diskografie

### Alben
- 2000: ...Без Слов...
- 2004: ...Без Слов... (Часть 2)
- 2007: ...Без Слов... (Часть 3)
- 2013: ...Без Слов... (Часть 4)
- 2013: ...Без Слов... (Часть 5)

### Kollaborationen
- 2021: Димаш Кудайберген и Игорь Крутой (mit Dimash Kudaibergen)

### Kompilationen
- 2021: Всё о любви...

### Tribute-Alben
- 2024: 70

### Singles (Auswahl)
- 1998: Незаконченный Роман (mit Irina Allegrowa)
- 2004: Печальный Ангел
- 2006: Black Star (mit Timati & Карина Кокс)
- 2024: Я хочу быть... (mit Anna Asti)